# Vadas Sára
Vadas Sára, férjezett Vas Zoltánné (Torda, 1903. november 30. – Budapest, 1975. november 18.) orvos, miniszteri osztálytanácsos. Vadas Márton és Andor pártmunkások nővére, Vas Zoltán kommunista politikus első felesége.

## Élete
Szülei Révész József és Goldstein Mária voltak, akiket fiatalon elvesztett. 1920-tól vett részt a munkásmozgalomban. Két bátyja kivégzése után Bécsbe emigrált, ahol a magyar emigráns ifjúmunkáscsoport tagja lett. Belépett a Kommunista Ifjúmunkások Magyarországi Szövetségébe, technikai munkatársa volt a Kommunisták Magyarországi Pártja ideiglenes központi bizottsága hetilapjának, a bécsi Proletárnak (1920–22) és más magyar nyelvű kommunista lapoknak. 1923-ban a Szovjetunióba ment, Moszkvában a Komszomolban és a magyar emigráns klubban dolgozott. Két évvel később Magyarországon maradt férjét letartóztatták és tizenöt évi fegyházra ítélték. A Komszomol területi vezetőségi tagja lett. 1931-től a moszkvai orvostudományi egyetemen tanult, ahol 1937-ben orvosi diplomát szerzett. 1937 és 1941 között Moszkvában dolgozott körzeti orvosként, 1941–42-ben Ufában belgyógyászként, majd orvosszázadosként a Vörös Hadseregben szolgált. A második világháború alatt felderítő volt a voronyezsi fronton, utóbb politikai tiszt. 1945-ben hazatért, belépett a Magyar Kommunista Pártba, s ugyanezen évben kinevezték a Népjóléti Minisztérium miniszteri osztálytanácsosának. A Nemzeti Segélyben a gyermekek megmentésével foglalkozott, és szervezte az alakuló nőmozgalmat. A Magyar Nők Demokratikus Szövetsége (MNDSZ) országos vezetőségének tagja lett, és az egészségügyi kultúra terjesztésével, a gyermekegészségügy fejlesztésével foglalkozott. Társadalmi munkatárs volt a Magyar Vöröskereszt Országos Központjában, 1968-tól a Családi Lap szerkesztő bizottságának tagja. 1950–55-ben az Magyar Dolgozók Pártja agitációs és propagandaosztályának munkatársa, 1955–56-ban a Budapest VIII. kerületi Vas utcai Balassa János Kórház igazgató főorvosa volt. 1957-től 1968-ig, nyugdíjazásáig a budapesti Közegészség- és Járványügyi Állomás higiénikusa, csoportvezető főorvosa volt. Halálát keringési elégtelenség okozta 12 nappal 72. születésnapja előtt.
A Fiumei úti sírkert Munkásmozgalmi Panteonjában helyezték végső nyugalomra.

## Díjai, elismerései
- Magyar Szabadságrend Érdemrend ezüst fokozata (1947)
- Magyar Köztársasági Érdemérem arany fokozata (1948)
- Munka Érdemrend (1955)
- Munka Érdemrend arany fokozata (1970; 1973)
- Szocialista Hazáért érdemrend